# Garraf (plaats)
Garraf is een woonkern binnen de gemeente Sitges in de provincie Barcelona in de autonome gemeenschap Catalonië. Het ligt aan de weg C-31 langs de kust, de Costa del Garraf, en heeft een eigen spoorwegstation. In de plaats bevindt zich het Catalaans modernistische gebouw bodegas Güell. Daarnaast heeft het dorp een jachthaven en een zandstrand met een rij typische strandhuisjes die als lokaal monument geklasseerd staan. 
Op 1 januari 2019 woonden er 425 personen in het dorp.